# Tufilândia
Tufilândia là một đô thị thuộc bang Maranhão, Brasil. Đô thị này có diện tích 276,924 km², dân số năm 2007 là 5443 người, mật độ 19,66 người/km².